# Katsonis-Klasse
Die Katsonis-Klasse war eine Klasse von zwei U-Booten der Königlich Griechischen Marine, die 1927 bis 1945 in Dienst stand.

## Geschichte
Nach dem Ersten Weltkrieg bestellte das Königreich Griechenland zwei U-Boote bei dem französischen Schwerindustrie-Unternehmen Schneider-Creusot in Chalon-sur-Saône. Der Bau der Schiffe erfolgte in den Werften Forges et chantiers de la Gironde in Lormont und Chantiers de la Loire in Nantes.

## Technik
Die Konstruktion der U-Boote mit Doppelhülle erfolgte nach den Plänen von Schneider-Laubeuf. Der Entwurf ähnelte dem der französischen Circé-Klasse, die Katsonis-Klasse hatten jedoch einen größeren Turm. Für die Überwasserfahrt verfügten die U-Boote über zwei Schneider-Carels-Zweitakt-Dieselmotoren von jeweils 650 PS. Sie dienten auch zum Laden der Batterien. Untergetaucht wurden die zwei Propeller von zwei Elektromotoren mit jeweils 500 PS angetrieben. Die U-Boot-Hülle war für eine Tauchtiefe von maximal 80 m ausgelegt.
Der Dieselvorrat reichte für eine Reichweite von 1500 sm (2778 km) bei normaler Fahrt und für eine maximale Reichweite von 3500 sm (6482 km) bei jeweils 10 kn (18,5 km/h). Mit vollgeladenen Batterien konnte man 100 sm (185 km) mit einem Tempo von 5 kn (9,3 km/h) untergetaucht zurücklegen.
Die Bewaffnung der Schiffe bestand aus einer 100-mm-Kanone vom Typ Canon de 100 mm Modèle 1917 und zwei Maschinengewehren. Außerdem verfügte es über zwei interne und zwei externe Bug-Torpedorohre und zwei externe Heck-Torpedorohre mit jeweils einem Durchmesser von 53,3 cm (21 Zoll). An Munitionsvorrat führte man 7 Torpedos und 100 Munitionsgurte mit 100-mm-Patronen mit. Nach November 1942 wurde zumindest bei der Papanikolis die 100-mm-Kanone durch eine Ordnance QF 3 pounder Vickers ersetzt.

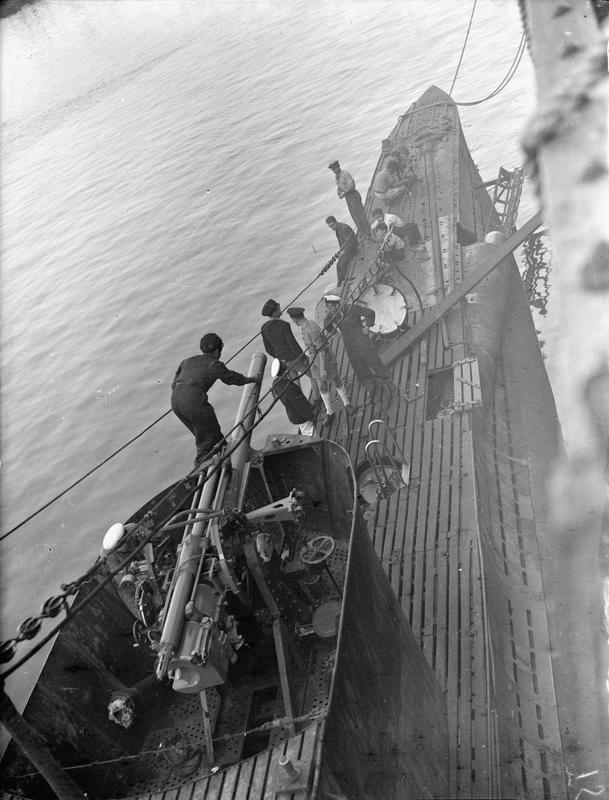
Papanikolis im Hafen von Beirut am 7. November 1942: die 100-mm-Kanone bekommt einen neuen Anstrich
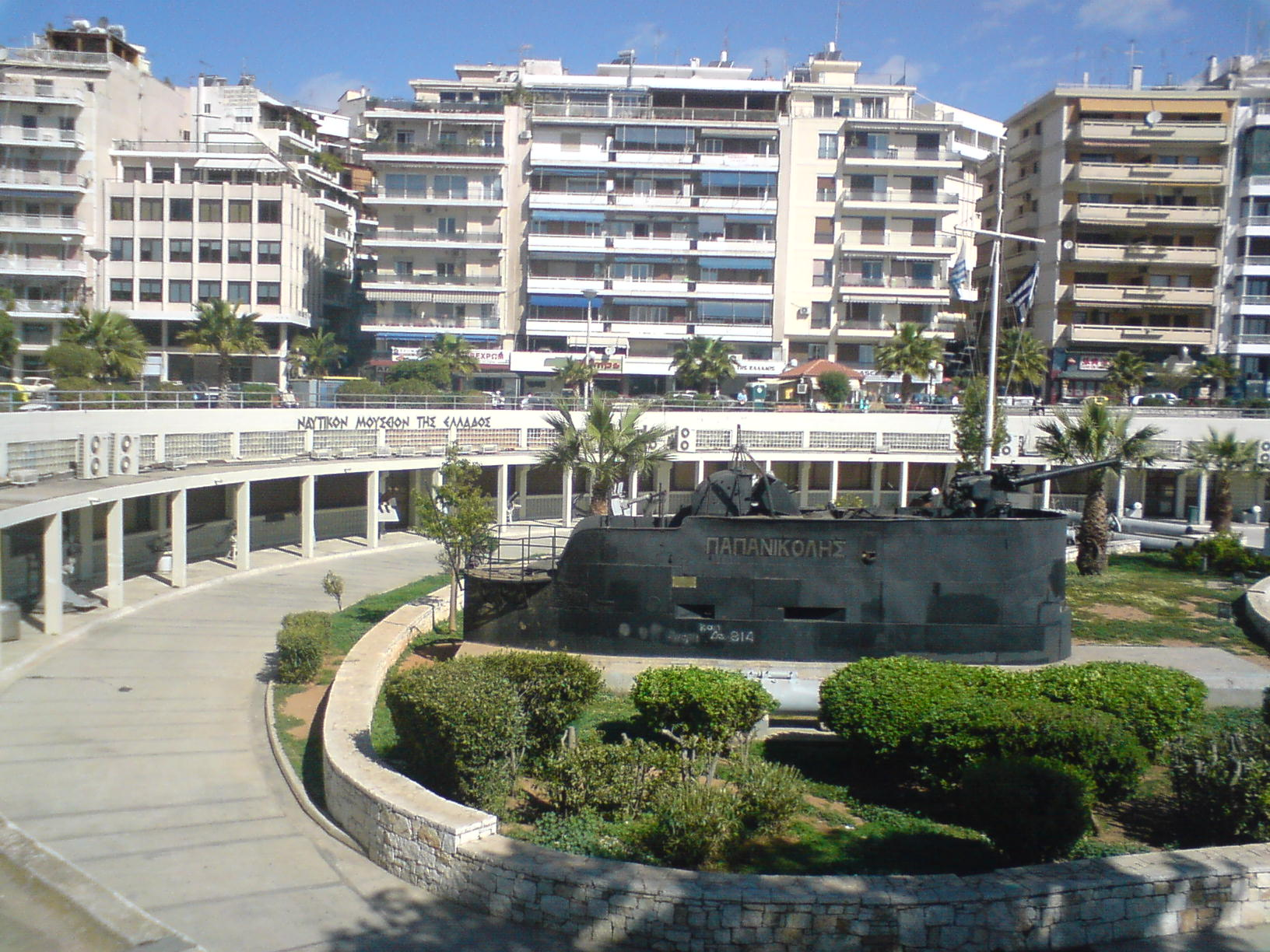
Turm der Pananikolis vor dem Marinemuseum in Piräus mit Ordnance QF 3 pounder Vickers-Geschütz
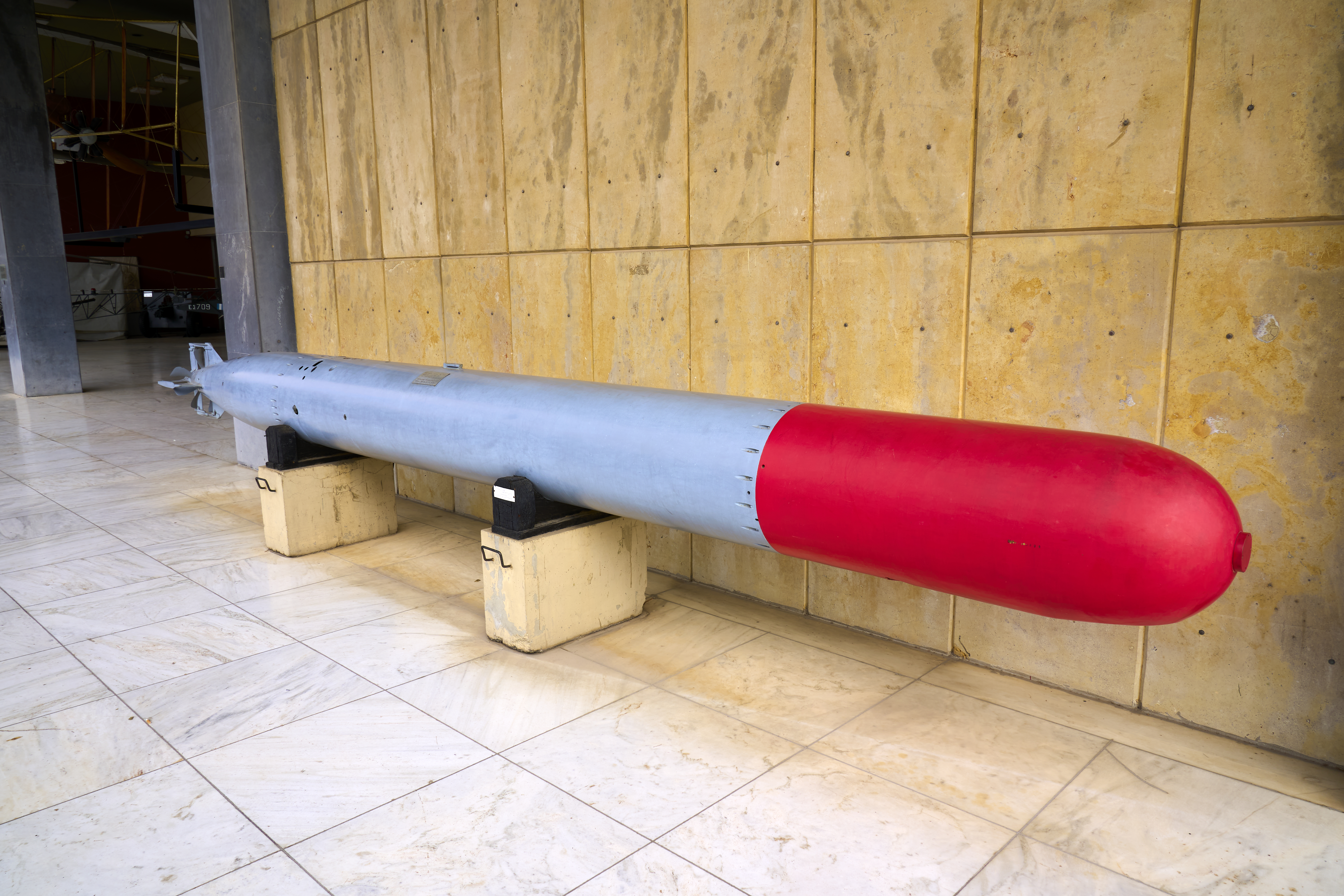
Torpedo der Pananikolis

## Einheiten
| Kennung | Name                      | Bauwerft                                   | Kiellegung | Stapellauf        | Indienststellung  | Verbleib                                                                                    |
| ------- | ------------------------- | ------------------------------------------ | ---------- | ----------------- | ----------------- | ------------------------------------------------------------------------------------------- |
| Y-1     | Katsonis (Κατσώνης)       | Forges et chantiers de la Gironde, Lormont | 1925       | 20. März 1926     | Juni 1928         | Am 14. September 1943 durch deutsches U-Boot-Jagdboot UJ2101 versenkt                       |
| Y-2     | Papanikolis (Παπανικολής) | Chantiers de la Loire, Nantes              | 1925       | 19. November 1926 | 21. Dezember 1927 | Am 14. Juli 1945 außer Dienst, später abgebrochen Turm steht vor dem Marinemuseum in Piräus |